# Gunungrejo (Singosari)
Gunungrejo is een bestuurslaag in het regentschap Malang van de provincie Oost-Java, Indonesië. Gunungrejo telt 8425 inwoners (volkstelling 2010).